# Medalha de campanha

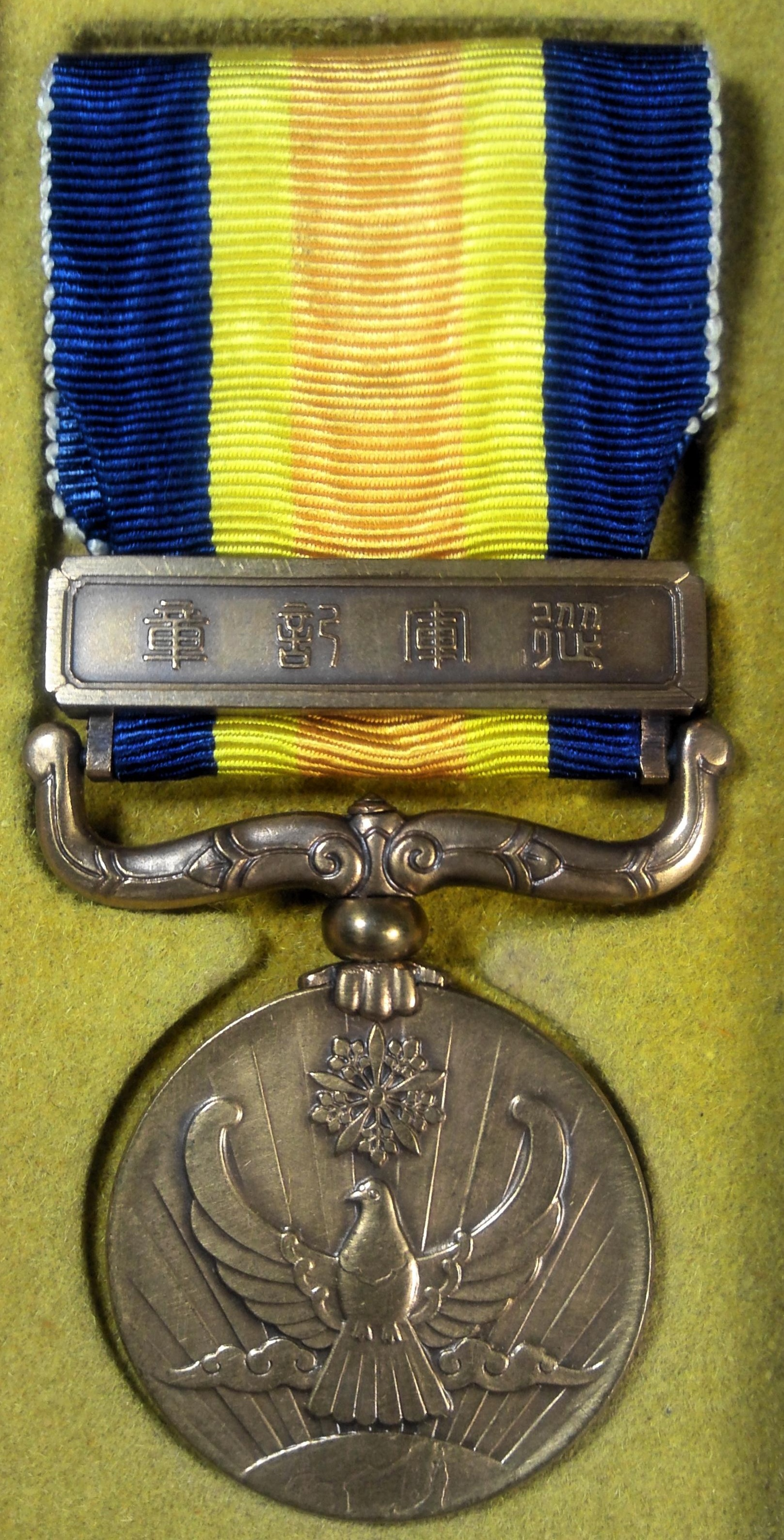
Medalha da Guerra de Fronteira de 1939, uma medalha de campanha japonesa.

Uma medalha de campanha é uma condecoração militar concedida a um membro de uma força armada que serve em uma operação militar designada ou desempenha serviço em um teatro geográfico. As medalhas de campanha são muito semelhantes às medalhas de serviço, mas têm um status mais elevado, pois o prêmio geralmente envolve a mobilização para uma região estrangeira ou serviço em uma zona de combate.

## História
As medalhas de campanha foram inventadas inicialmente para reconhecer serviços militares gerais na guerra, em contraste com as condecorações meritórias que eram emitidas apenas em pequena escala por atos de heroísmo e bravura. A medalha de campanha foi emitida pela primeira vez pelos militares britânicos com a medalha concedida pela derrota da Invencível Armada, com a Medalha de Waterloo de 1815 sendo a primeira concedida a todos os homens presentes e a Medalha de Serviço Geral Militar de 1847 sendo a primeira medalha de campanha "moderna".

## Medalhas de campanha por país
- Medalhas de campanha australianas
- Medalhas de campanha britânica
- Medalhas de campanha canadenses
- Medalhas de campanha da Malásia
- A Medalha da OTAN refere-se a uma série de medalhas de campanha
- Medalhas de campanha da Nova Zelândia
- Medalhas de campanha das Filipinas
- Medalhas de campanha polonesa
- Medalhas de campanha da África do Sul
- Medalhas da campanha sul-coreana
- Medalhas de campanha soviética
- Medalhas da campanha espanhola
- Medalhas de campanha do Sri Lanka
- Medalha das Nações Unidas: refere-se a uma série de medalhas de campanha
- As medalhas de campanha dos Estados Unidos estão incluídas em Prêmios e condecorações das Forças Armadas dos Estados Unidos.

## Outros itens relacionados a campanhas
- Honra de batalha / Flâmula  de campanha
- Barra de medalha / Fecho de campanha